# Firoloida desmarestia
Firoloida desmarestia is een slakkensoort uit de familie van de Pterotracheidae. De wetenschappelijke naam van de soort is voor het eerst geldig gepubliceerd in 1817 door Lesueur.